# Mittelmeer (Lied)
Mittelmeer ist ein Lied des deutschen Rappers Pashanim aus dem Jahr 2024.

## Entstehung und Veröffentlichung
Das Lied wurde vom Interpreten, zusammen mit den Koautoren Andreas Janetschko (DJ Stickle) und Slim Pharaoh, getextet beziehungsweise komponiert. Letztere beiden zeichneten zudem für die Produktion verantwortlich.Mittelmeer verwendet ein Sample des Lieds Epitaph der englischen Band Antimatter; prominent hatte auch schon Bushidos 2006 veröffentlichter Song Sonnenbank Flavour diesen Song als Sample genutzt.
Die Erstveröffentlichung erfolgte als Single am 23. Mai 2024 bei Urban Records. Diese erschien als digitaler Einzeltrack zum Download und Streaming.

## Inhalt
Inhaltlich möchte Pashanim zurückkehren zu den unbeschwerten Zeiten einer vergangenen Beziehung. Der Song wurde als "Roadtrip" bezeichnet, in dem Pashanim "seinen Gedanken an eine bedeutsame Reise nachhängt".

## Musikvideo
Im Musikvideo ist Pashanim zu sehen, der mit einer jungen Frau eine Reise in einem Auto zum Meer unternimmt. Am Ende wurde eine Tagesschau-Ausgabe aus dem Jahr 2000 mit Dagmar Berghoff in das Video geschnitten, eine Anspielung auf das schließlich am 13. Juni 2024 erschienene Debütalbum mit dem Titel 2000. Das Video entstand unter Regie von Canonulldreinull, was der Instagram-Alias von Pashanim ist, und Paul Fanger.
Bei den Hiphop.de Awards 2024 wurde das Musikvideo als „Bestes Video national“ ausgezeichnet.

## Kommerzieller Erfolg

### Chartplatzierungen
Mittelmeer stieg am 31. Mai 2024 auf Rang eins der deutschen Singlecharts ein. In den Midweekcharts erreichte es noch lediglich den zweiten Rang hinter Wunder (Ayliva feat. Apache 207). Darüber hinaus erreichte das Lied auch die Chartspitze der deutschen deutschsprachigen Charts sowie der Streamingcharts. In der Schweiz stieg Mittelmeer am 2. Juni 2024 auf Rang vier ein.
Für Pashanim avancierte Mittelmeer zum 20. Charthit in Deutschland sowie zum 15. in der Schweiz. Er platzierte zum achten Mal einen Titel in den Top 10 in Deutschland und zum fünften Mal in der Schweiz. In Deutschland ist es nach Sommergewitter (2021) der zweite Nummer-eins-Hit.
| ChartsChartplatzierungen | Höchstplatzierung | Wochen |
| ------------------------ | ----------------- | ------ |
| Deutschland (GfK)        | 1 (… Wo.)         | …      |
| Österreich (Ö3)          | 2 (26 Wo.)        | 26     |
| Schweiz (IFPI)           | 4 (22 Wo.)        | 22     |

| ChartsJahrescharts (2024) | Platzierung |
| ------------------------- | ----------- |
| Deutschland (GfK)         | 25          |
| Österreich (Ö3)           | 42          |
| Schweiz (IFPI)            | 71          |

### Auszeichnungen für Musikverkäufe
| Land/Region        | Auszeichnungen für Musikverkäufe (Land/Region, Auszeichnung, Verkäufe) | Verkäufe |
| ------------------ | ---------------------------------------------------------------------- | -------- |
| Deutschland (BVMI) | Gold                                                                   | 300.000  |
| Österreich (IFPI)  | Platin                                                                 | 30.000   |
| Insgesamt          | 1× Gold · 1× Platin ·                                                  | 330.000  |